# Vrbatův Kostelec
Vrbatův Kostelec är en ort i Tjeckien.   Den ligger i regionen Pardubice, i den centrala delen av landet. Orten har 336 invånare.

## Geografi
Vrbatův Kostelec ligger 358m över havet, och omges av såväl kuperad som platt terräng. Den högsta punkten i området ligger ca 1 km från orten och är 429m över havet.
Området kring Vrbatův Kostelec är ganska tätbefolkat, med 80 invånare per kvadratkilometer. Närmaste större samhälle är Chrudim, 14,8 km nordväst om Vrbatův Kostelec. I omgivningarna runt Vrbatův Kostelec växer i huvudsak blandskog.